# 세종누리학교
세종누리학교는 세종특별자치시에 있는 공립 특수학교이다.

## 연혁
- 2015년 9월 1일 유치 1학급, 초등 5학급, 중학 3학급, 고등 3학급 개교

## 참고 자료
- 세종누리학교 - 한국교육학술정보원 학교알리미